# Estação Luiz Pasteur
A Estação Luiz Pasteur é uma das estações do Metrô de Porto Alegre, situada em Sapucaia do Sul, entre a Estação Esteio e a Estação Sapucaia. Faz parte da Linha 1.
Foi inaugurada em 2 de março de 1985. Localiza-se no cruzamento da Avenida Presidente Vargas (Avenida Sapucaia) com a Avenida Luís Pasteur. Atende tanto usuários da cidade de Esteio dos bairros Tamandaré e Três Portos, quanto aos usuários da cidade de Sapucaia do Sul principalmente dos bairros Primor, Nova Sapucaia, Walderes, Novo Horizonte e Boa Vista. Também esta estação é terminal de uma linha de ônibus de Integração ao bairro Betânia em Cachoeirinha.

## Localização
A estação recebeu esse nome por estar situada na Avenida Luís Pasteur. A avenida possui esse nome por homenagear Louis Pasteur, um cientista francês conhecido por inventar o processo de pasteurização.
Em suas imediações se localiza a fábrica matriz da Supra, uma empresa que trabalha na produção de ração para animais de estimação.